# They All Laughed (lied)
They All Laughed is een lied van George Gershwin uit de musical 'Shall We Dance' van 1937 op tekst van Ira Gershwin. Het lied werd het eerst uitgevoerd door Fred Astaire en Ginger Rogers.Het lied is een jazzstandard geworden.

## Achtergrond
In de tekst (van het A-gedeelte, het 'refrain') worden verschillende beroemde personen, uitspraken en uitvindingen opgesomd: Christoffel Columbus (die beweert dat de aarde rond is); de grammofoon van Thomas Edison; Guglielmo Marconi's draadloze telegrafie; de eerste vlucht van de gebroeders Wright; het Rockefeller Center; de katoenplukmachine van Eli Whitney; De stoomboot van Robert Fulton; de hershey-reep chocolade van Milton S. Hershey's en Henry Ford's "Tin Lizzy" Model T.
De tekst is gebaseerd op de uitspraak: ‘wie het laatst lacht, lacht het best’: Toen de gebroeders Gershwin het lied voorspeelden en zongen aan George Kaufman, vroeg deze zich af, nadat hij al die namen van beroemde personen had gehoord, of het ook werkelijk om een liefdeslied ging. Toen hij de laatste tekstregel hoorde; "They laughed at us and how! But, who’s got the last laugh now?”, was het hem helemaal duidelijk.

## Kenmerken muziek
Het lied heeft de liedvorm (intro) A-A-B-A. Het tempo is moderato met als extra aanduiding “Gracefully”. De toonsoort is G majeur en de maatsoort een alla breve.
De melodielijn van de eerste acht maten (het A-gedeelte) van het lied:

## Vertolkers (selectie)[6]
- Ella Fitzgerald
- Willie Nelson
- Dakota Staton
- Bill Savill
- Ken McIntyre
- Eroc Dolphy
- Walter Bishop Jr.
- Sam Jones
- Art Taylor
- Tony Bennett
- Lady Gaga
- The Ramblers
- Patti Page
- Stacey Kent
- Joe Pass
- Thomas Quasthoff
- Ruby Braff
- Michael Moore
- Wayne Wright
- Georges Barnes
- Chet Baker
- Soesja Citroen
- Metropole Orkest
- Anthony Ortega
- Chris Connor
- Louis Armstrong
- Mary Carewe
- Philip Mayers
- Jimmy Dorsey
- Bing Crosby
- Mel Tormé
- Frank Sinatra
- Sarah Vaughan
- Red Nichols
- Morgana King
- Randy Edelman
- Rosemary Clooney
- Pavão Quartet
- Les Brown
- Darius de Haas
- Steven Blier
- George Shearing
- Russ Freeman
- Bob Brookmeyer
- Bud Shank
- Carmen McRae
- Oscar Peterson
- Nicj Travis
- Max Roach
- Horace Silver
- Al Cohn
- Connie Stevens
- Wilhelmina Fernandez
- Yehudi Menuhin
- Carol Sloane
- Toni Tennille
- Maureen McGovern
- Alexander Oliver
- Saint Louis Symphony Orchestra
- Samuek Ramey
- Jack Gibbons
- Tommy Dorsey
- Susannah McCorkle
- Larry Adler
- Manny Albam
- Trudy Desmond
- Dolores Gray